# Момбер, Петер
Петер Момбер (нем. Peter Momber; 4 января 1921 — 23 января 1975) — немецкий футболист, защитник. Выступал за сборную Саара.

## Биография

### Клубная карьера
Игровую карьеру начал после окончания второй мировой войны в клубе «Боруссия» (Нойнкирхен). В 1948 году перешёл в ФК «Саарбрюккен», с которым отыграл сезон 1948/49 во французской Лиге 2, в качестве гостевой команды (без официального учёта результатов), а начиная с сезона 1951/52 выступал в юго-западной зоне немецкой Оберлиги. В сезоне 1955/56 в составе клуба Момбер принял участие в первом розыгрыше Кубка европейских чемпионов, где в первом раунде «Саарбрюккен» уступил итальянскому «Милану» с общим счётом 5:7. Затем выступал за команду «Санкт-Ингберт», в которой и завершил карьеру в 1958 году.

### Карьера в сборной
Дебютировал за сборную Саара 22 ноября 1950 года в товарищеском матче со второй сборной Швейцарии (5:3). Этот матч также был первым в истории сборной Саара. В 1953—54 годах Момбер сыграл во всех четырёх матчах в рамках отборочного турнира чемпионата мира 1954, причём в последней игре против сборной ФРГ (1:3) вышел на поле с капитанской повязкой. По итогам турнира Саар набрал 3 очка и занял второе место в группе. 
Последний матч за сборную Саара провёл 1 мая 1956 года против Швейцарии (1:1). 1 января 1957 года Протекторат Саар официально вошёл в состав ФРГ и сборная Саара прекратила своё существование.

## Вне футбола
После окончания футбольной карьеры Момбер открыл газетный и табачный магазин недалеко от центрального вокзала Саарбрюккена.